# 可算選択公理
可算選択公理（英: Axiom of countable choice）とは、公理的集合論における公理のひとつで、空でない集合からなる可算な集合族があったときに、それぞれの集合から一つずつ元を選び出して新しい集合を作ることができるという公理である。ACωとも表記される。名前の通り、選択公理を可算集合族に限定したものになっている。

## 定義
空でない集合からなる任意の可算集合族Fに対し、ある（Fを定義域に持つ）関数 f が存在して、任意のS∈Fに対し f(S)∈Sが成り立つ。
このような関数をFの選択関数と呼ぶ。

## 応用
ZF に ACωを付け加えた公理系では、可算集合の可算和が可算であることや、任意の無限集合がデデキント無限であることなどが証明できる。
実数論においては選択公理ではなく可算選択公理で事足りる場合が多い。例えばすべての集積点{\displaystyle x}がある数列の極限点であること、すなわち「{\displaystyle x}が実数{\displaystyle \mathbb {R} }の部分集合{\displaystyle S}の集積点ならば、{\displaystyle x}に収束する数列{\displaystyle S\setminus \{x\}}が存在する」という命題を証明したい場合には(フルパワーのACでなく)ACωを用いれば十分である。
また、距離空間論において、可分距離空間の任意の部分集合が可分であることを示す際にも用いられる。

## 他の公理との関係
ACωは選択公理や従属選択公理よりも弱い主張である。実際、選択公理が成り立たないソロヴェイのモデルにおいても、可算選択公理は成り立つ。
ポール・コーエンはACωがZF集合論から証明できないことを示した。